# La Bastide-d’Engras
La Bastide-d’Engras – miejscowość i gmina we Francji, w regionie Oksytania, w departamencie Gard.
Według danych na rok 1990 gminę zamieszkiwało 177 osób, a gęstość zaludnienia wynosiła 18 osób/km² (wśród 1545 gmin Langwedocji-Roussillon La Bastide-d’Engras plasuje się na 731. miejscu pod względem liczby ludności, natomiast pod względem powierzchni na miejscu 765.).